# 2024年世界水泳選手権ケイマン諸島選手団
2024年世界水泳選手権ケイマン諸島選手団は、2024年2月2日から2月18日までカタールのドーハで開催された第21回世界水泳選手権のケイマン諸島選手団、およびその競技結果。

## 選手団
- 人員: 選手 3人

## 選手名簿・結果
| 選手                 | 種目           | 予選      | 予選 | 準決勝   | 準決勝   | 決勝     | 決勝     |
| 選手                 | 種目           | 結果      | 順位 | 結果     | 順位     | 結果     | 順位     |
| -------------------- | -------------- | --------- | ---- | -------- | -------- | -------- | -------- |
| ジェームス・アリソン | 男子100m自由形 | 51秒75    | 54位 | 予選敗退 | 予選敗退 | 予選敗退 | 予選敗退 |
| ジェームス・アリソン | 男子200m自由形 | 1分56秒18 | 55位 | 予選敗退 | 予選敗退 | 予選敗退 | 予選敗退 |
| ジリアン・クルックス | 女子50m自由形  | 25秒79    | 32位 | 予選敗退 | 予選敗退 | 予選敗退 | 予選敗退 |
| ジリアン・クルックス | 女子100m自由形 | 55秒61    | 20位 | 予選敗退 | 予選敗退 | 予選敗退 | 予選敗退 |
| ジリアン・クルックス | 女子100m背泳ぎ | 1分02秒19 | 22位 | 予選敗退 | 予選敗退 | 予選敗退 | 予選敗退 |
| ハーパー・バロウマン | 女子200m自由形 | 2分06秒36 | 37位 | 予選敗退 | 予選敗退 | 予選敗退 | 予選敗退 |
| ハーパー・バロウマン | 女子400m自由形 | 4分27秒30 | 28位 | -        | -        | 予選敗退 | 予選敗退 |